# Николаево (Нагорский район)
Николаево — село в Нагорском районе Кировской области России. Входит в состав Чеглаковского сельского поселения.

## География
Село находится в северо-восточной части Кировской области, в пределах холмистой возвышенности Северные Увалы, в подзоне южной тайги, на правом берегу реки Симановки, на расстоянии приблизительно 13 километров (по прямой) к северо-западу от Нагорска, административного центра района. Абсолютная высота — 212 метров над уровнем моря.
Климат
Климат характеризуется как умеренно континентальный, с холодной малоснежной зимой и умеренно тёплым коротким летом. Среднегодовая температура — 0,8 °C. Средняя температура воздуха самого холодного месяца (января) составляет −14,9 °C (абсолютный минимум — −47 °С); самого тёплого месяца (июля) — 16,9 °C (абсолютный максимум — 36 °С). Безморозный период длится в течение 103—110 дней. Годовое количество атмосферных осадков — 546 мм, из которых 313 мм выпадает в период с мая по сентябрь. Снежный покров держится в течение 177 дней.

## Население
| 2010 |
| ---- |
| 56   |

Половой состав
По данным Всероссийской переписи населения 2010 года в гендерной структуре населения мужчины составляли 41,1 %, женщины — соответственно 58,9 %.
Национальный состав
Согласно результатам переписи 2002 года, в национальной структуре населения русские составляли 100 % из 141 чел.